# Eupithecia coaequalis
Euphitecia coaequalis es una especie de polilla de la familia Geometridae. La especie fue descrita por primera vez por Anthonie Johannes Theodorus Janse habiendo sido descrita en 1933, con distribución en Zimbabue. El holotipo de la especie fue descrita en los alrededores de Bulawayo.